# Coucou roussâtre
Chrysococcyx minutillus russatus
Sous-espèce
Le Coucou roussâtre (Chrysococcyx minutillus russatus) est une sous-espèce du Coucou menu (Chrysococcyx minutillus), une espèce d'oiseaux de la famille des Cuculidae. Son aire de répartition s'étend sur le nord-est de l'Australie.